# أنور محمود زناتي

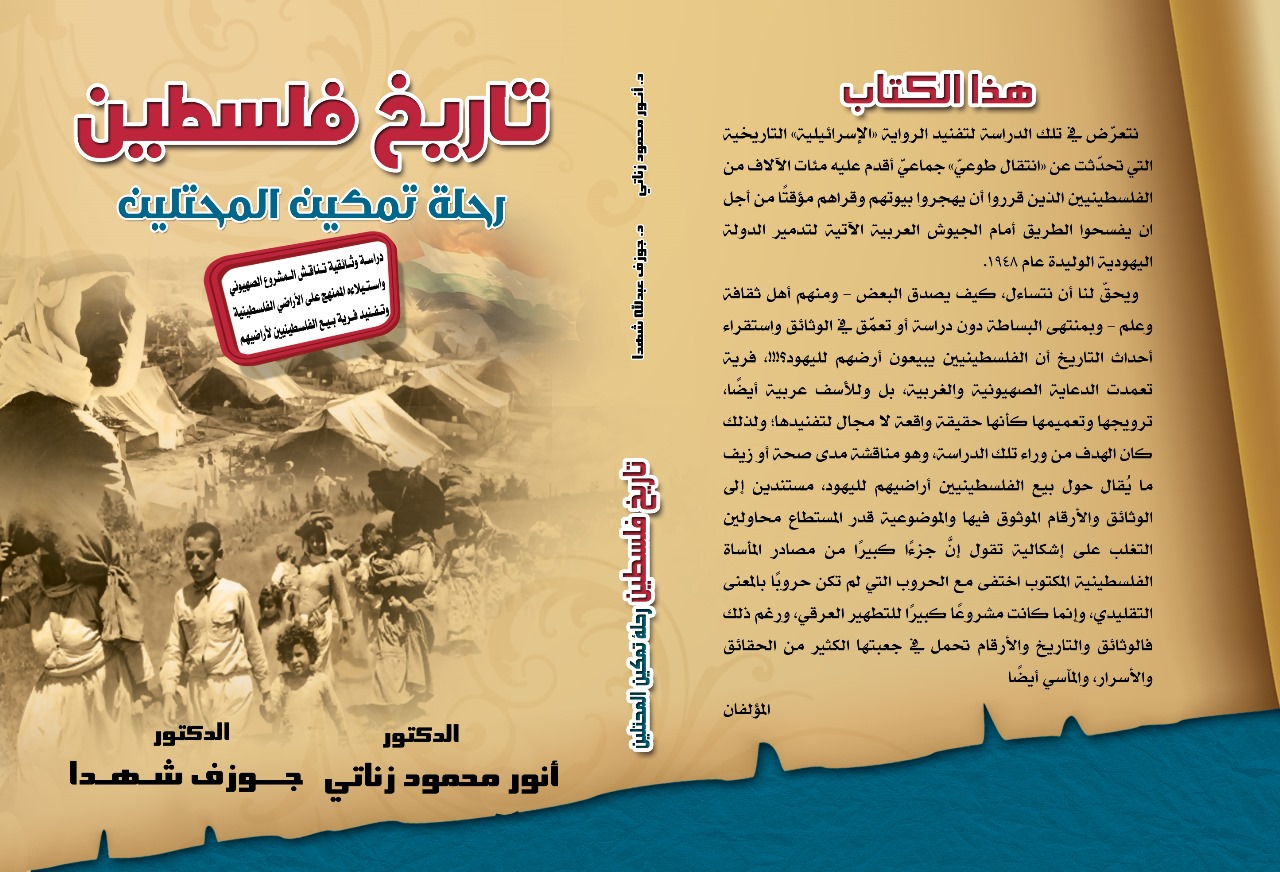
تاريخ فلسطين (رحلة تمكين المحتلين)

أنور محمود زناتي ولد في 20 تشرين الأول/أكتوبر 1971 بالقاهرة، كاتب وأكاديمي مصري في مجال التاريخ والحضارة. ويعمل بجامعة عين شمس له كتابات متعددة في مجالات مختلفة مثل صدام الحضارات والاستشراق والإسلام، وتهويد القدس.
حائز على جائزة الأستاذ الدكتور عبد الحميد العبادي من الجمعية التاريخية 2005 م، وجائزة الإبداع من السويد 2008 م وعضو الهيئة الاستشاريّة والتحريريّة في مجلة حوليّات معهد الآداب الشرقيّة، جامعة القديس يوسف، (بيروت) وفي دورية كان التاريخية المحكمة  ومؤسس الجمعية التاريخية لشباب الباحثين ، كما اختارته جائزة الملك فيصل العالمية ليكون ضمن المائة المختارين على مستوى العالم لكتابة ونشر سلسلة مائة كتاب وكتاب

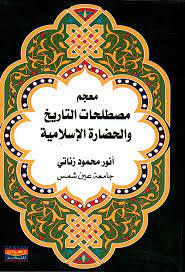
معجم مصطلحات التاريخ والحضارة

Google Scholar
https://scholar.google.com.eg/citations?user=Ee-jd9IAAAAJ&hl=ar
Ain Shams Scholar
https://research.asu.edu.eg/cris/rp/rp11455
linkedin
https://eg.linkedin.com/in/anwar-zanaty-83560725?original_referer=https%3A%2F%2Fwww.google.com%2F
ORCID
https://orcid.org/0000-0001-8950-5491
academia
https://shams.academia.edu/AnwarZanaty

## مؤلفاته
- تهويد القدس، مركز دراسات الوحدة العربية 2010.[10]
- معجم مصطلحات التاريخ الإسلامي، مكتبة النهضة المصرية 2006.
- زيارة جديدة للاستشراق، مكتبة الأنجلو المصرية 2006.
- الطريق إلى صدام الحضارات، مكتبة الأنجلو المصرية 2006.
- فن كتابة الأبحاث والرسائل الجامعية، مكتبة الفكر العربي 2007.
- علم التاريخ واتجاهات تفسيره، مكتبة الأنجلو المصرية 2007.
- قاموس المصطلحات التاريخية (إنكليزي - عربي) مكتبة الأنجلو المصرية 2007.[11]

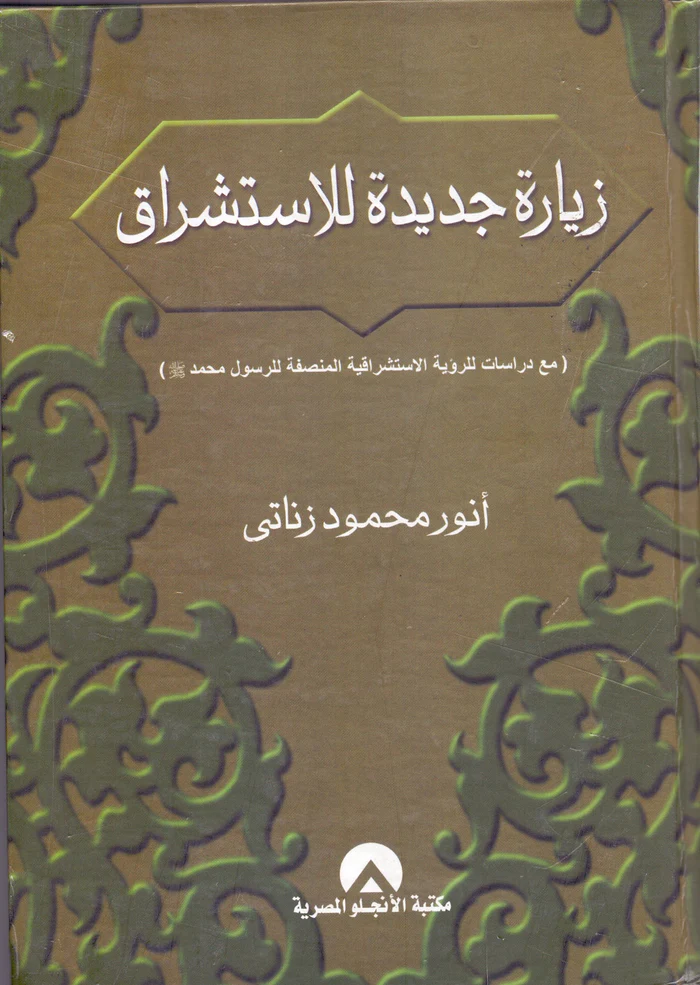
زيارة جديدة للاستشراق

- زيارة جديدة للاستشراقموسوعة من خزانة التراث الإسلامي، مكتبة الثقافة الدينية 2007.[12]

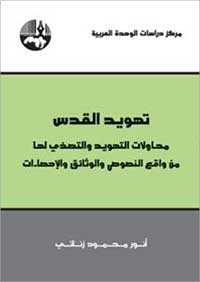
كتاب تهويد القدس

- كتاب تهويد القدسكتاب تاريخ فلسطين (رحلة تمكين المحتلين)
- يقوم حاليا بالاشراف على موسوعه خزانة التراث العربي بالتعاون مع مؤسسة الفكر العربي البنانية

## كتب حققها
قام بتحقيق عدد من المخطوطات منها تحقيق مخطوط «خريدة العجائب وفريدة الغرائب» لابن الوردي، مكتبة الثقافة الدينية 2007 م وبه صورة نادرة للأرض رسمها ابن الوردي تبين مدى تفوق العرب في علم الجغرافياوتحقيق مخطوط مخطوط تاريخ الأندلس لإسماعيل بن أمير المؤمنين، مكتبة الثقافة الدينية